# منطقه حفاظت‌شده پروند
منطقه حفاظت‌شده پروند با وسعت ۱۶۹۰۰ هکتار در شهرستان سبزوار در غرب روستای پروند واقع شده‌است. چهره طبیعی این منطقه به صورت کوهستانی، تپه ماهوری و دارای آب و هوای خشک می‌باشد.
منطقه پروند طی مصوبه شماره ۳۴۰ شورای عالی محیط زیست (کمیسیون زیر بنائی دولت) مورخ ۱۳۸۹/۹/۲۹ به عنوان منطقه حفاظت شده به مناطق تحت مدیریت سازمان حفاظت محیط زیست پیوسته‌است. احتمالاً پیشتر صرفاً به عنوان منطقه شکارممنوع بوده‌است.
حداکثر ارتفاع منطقه از سطح دریا ۱۴۵۵متر در کوه‌های پروند و حداقل آن در حاشیه دشت زرقانی ۹۶۰ متر می‌باشد.

## پوشش گیاهی
گونه‌های گیاهی منطقه شامل تاغ، بنه، گون، گز، بادام وحشی، اسکنبیل، آتریپلکس، قیچ، درمنه، بومادران و زالزالک است.
در گردنه دوچاهی بر روی دامنه‌های غربی و سنگلاخی کوه پروند در مجاورت غار آهکی پروند، یک درخت ارس ۴۰۰ ساله نیز روییده‌است.

## گونه‌های جانوری
- پستانداران: پلنگ، گرگ، کفتار، گربه وحشی، آهو، قوچ و میش، کل و بز
- خزندگان: افعی شاخدار، مار جعفری، بزمجه و لاک‌پشت[۴]
- پرندگان: کبک، تیهو، باقرقره، هوبره، کوکر و عقاب